# Pachycephala macrorhyncha
A Pachycephala macrorhyncha a madarak osztályának verébalakúak (Passeriformes) rendjébe és a légyvadászfélék (Pachycephalidae) családjába tartozó faj.

## Rendszerezése
A fajt Hugh Edwin Strickland angol ornitológus írta le 1849-ben. Egyes szervezetek szerint az aranyhasú légyvadász (Pachycephala pectoralis) alfaja Pachycephala pectoralis macrorhyncha néven. 

## Alfajai
- Pachycephala macrorhyncha calliope (Bonaparte, 1850) - eredetileg különálló fajként írták le, a Kis-Szunda-szigetek keleti szigetei közül Wetar, Timor és Semau szigeteken él.
- Pachycephala macrorhyncha sharpei (A. B. Meyer, 1884) - eredetileg különálló fajként írták le, a Kis-Szunda-szigetek keleti szigetei közül a Babar-szigeteken él.
- Pachycephala macrorhyncha dammeriana (Hartert, 1900) - a Kis-Szunda-szigetek keleti szigetei közül Damar szigetén él.
- Pachycephala macrorhyncha par (Hartert, 1904) - eredetileg különálló fajként írták le, a Kis-Szunda-szigetek keleti szigetei közül Roma szigetén él.
- Pachycephala macrorhyncha compar (Hartert, 1904) - a Kis-Szunda-szigetek keleti szigetei közül Leti és Moa szigetén él.
- Pachycephala macrorhyncha fuscoflava(P. L. Sclater, 1883) - eredetileg különálló fajként írták le, a Tanimbar-szigeteken él.
- Pachycephala macrorhyncha macrorhyncha (Strickland, 1849) - a Maluku-szigetek déli szigetei közül Ambon és Seram szigetén él
- Pachycephala macrorhyncha buruensis (Hartert, 1899) - a Maluku-szigetek déli szigetei közül Buru szigetén él.
- Pachycephala macrorhyncha clio (Wallace, 1863) - eredetileg különálló fajként írták le, a Maluku-szigetek északi szigetei közül a Sula-szigeteken él.
- Pachycephala macrorhyncha pelengensis (Neumann, 1941) - Banggai szigetén él, (Celebesz szigetétől keletre)  [2]

## Előfordulása
Kelet-Timoron és Indonézia területén lévő szigeteken honos.

## Természetvédelmi helyzete
A Természetvédelmi Világszövetség Vörös listáján nem szerepel.